# Adorp
Adorp ist ein Wurtendorf in den Niederlanden, welches seit 2019 zur Gemeinde Het Hogeland gehört. Davor war Adorp Teil von Winsum, nachdem es im Jahre 1990 seine Eigenständigkeit verloren hatte.
Adorp befindet sich etwa sechs Kilometer nördlich von Groningen am Ausläufer der Drenther Erhebung an einer ehemaligen Flussschleife der Selwerderdiepje. Auf der Warft steht eine Kirche aus dem 13. Jahrhundert; die Ausstattung stammt aus dem 17. Jahrhundert. Darüber hinaus befindet sich im Dorf die 1851 gebaute Getreide- und Peldemühle, die Galerieholländerwindmühle Aeolus.